# لیتل استریکلند
لیتل استریکلند (به انگلیسی: Little Strickland) یک روستا و محله مدنی در بریتانیا است که در منطقه ادن واقع شده‌است. لیتل استریکلند ۶۶ نفر جمعیت دارد.